# Championnats panarabes d'athlétisme 2013
Navigation
Édition précédente Édition suivante
Les Championnats panarabes d'athlétisme 2013  ont eu lieu à Doha au Qatar.  Ils ont enregistré une forte participation  et seule  la Syrie n'y a pas été admise, alors que la Libye n’a pu y participer. Le Maroc a de nouveau remporté les jeux grâce notamment à ses athlètes  féminines avec 11 titres au total contre 8 pour l’Algérie et 5 pour le Bahreïn qui a compté, comme de coutume, sur un large contingent de naturalisés qui ont presque accaparé les courses de fond et de demi-fond. Pour sa part la néo-Émiratie Betlhem Desalegn leur a ravi deux médailles. Le Qatar a, de son côté, tiré profit de la naturalisation du Nigérian Samuel Francis.  

## Résultats

### Hommes
| Épreuve                     | Or                                     | Or                 | Argent                                    | Argent          | Bronze                                   | Bronze          |
| --------------------------- | -------------------------------------- | ------------------ | ----------------------------------------- | --------------- | ---------------------------------------- | --------------- |
| 100 mètres (-0,8 m/s)       | Samuel Francis Qatar                   | 10 s 31            | Aziz Ouhadi Maroc                         | 10 s 38         | Barakat Mubarak Al-Harthi Oman           | 10 s 45         |
| 200 mètres (+4,9 m/s)       | Aziz Ouhadi Maroc                      | 20 s 46            | Fahhad Mohammed al-Subaie Arabie saoudite | 20 s 55         | Ayman Mohamed Essaïd Égypte              | 20 s 81         |
| 400 mètres                  | Youssef al-Masrahi Arabie saoudite     | 44 s 72 CR         | Ismaïl Assaybani Arabie saoudite          | 46 s 08         | Ali Khamis Abbas Bahreïn                 | 46 s 25         |
| 800 mètres                  | Musaab Abdulrahman Balaa Qatar         | 1 min 45 s 90 CR=  | Abraham Rotich Bahreïn                    | 1 min 46 s 52   | Abdulaziz Ladan Mohammed Arabie saoudite | 1 min 46 s 70   |
| 1 500 mètres                | Ayanleh Souleiman Djibouti             | 3 min 39 s 44      | Pensun Kiplagat Bahreïn                   | 3 min 40 s 07   | Seddik Mikou Maroc                       | 3 min 40 s 81   |
| 5 000 mètres                | Albert Rop Bahreïn                     | 13 min 52 s 54     | Zelalim Bahsha Bahreïn                    | 13 min 57 s 17  | Moumen Geela Djibouti                    | 14 min 08 s 62  |
| 10 000 mètres               | Alemu Bekele Bahreïn                   | 29 min 43 s 45     | Isaac Korir Kidiko Bahreïn                | 29 min 48 s 59  | Moumen Geela Djibouti                    | 29 min 54 s 20  |
| Semi-marathon               | Bilal Mohamed Maroc                    | 1 h 07 min 2 s     | Bilisuma Shugi Bahreïn                    | 1 h 08 min 22 s | Methqal Maârouf Jordanie                 | 1 h 09 min 57 s |
| 3000 mètres steeple         | Abdelmajid Touil Algérie               | 8 min 57 s 09      | Tareq Mubarak Taher Bahreïn               | 8 min 59 s 50   | Hamid Ezzine Maroc                       | 9 min 1 s 69    |
| 110 mètres haies (+0,1 m/s) | Ilyès Mekdal Algérie                   | 13 s 63 CR         | Abdulaziz al-Mandeel Koweït               | 13 s 72         | Othman Hadj Laâzib Algérie               | 13 s 94         |
| 400 mètres haies            | Miloud Rahmani Algérie                 | 50 s 52            | Mohamed Sghaïer Tunisie                   | 50 s 94         | Jamal Abdennaceur Aboubaker Qatar        | 51 s 12         |
| Saut en hauteur             | Moataz Issa Barsham Qatar              | 2,30 m CR          | Mohamed Yunus Idris Soudan                | 2,24 m          | Nawaf Al-Yami Arabie saoudite            | 2,18 m          |
| Saut à la perche            | Mouhcine Cheaouri Maroc                | 5 m                | Hussain Assem Arabie saoudite             | 4,90 m          | Mohamed Berrehaïem Tunisie               | 4,80 m          |
| Saut en longueur            | Hussein Taher el-Sabee Arabie saoudite | 7,99 m             | Mohamed Fathallah Dhaifallah Égypte       | 7,85 m          | Ahmed Faiz bin Marzouq Arabie saoudite   | 7,82 m          |
| Triple saut                 | Issam Nima Algérie                     | 17,01 m (+3,3 m/s) | Rashed Ahmed El-Mannaï Qatar              | 16,40 m         | Mohamed Yusuf Bahreïn                    | 16,17 m         |
| Lancer du poids             | Meshari Suroor Saad Koweït             | 19,37 m            | Yasser Fathy Égypte                       | 18,84 m         | Sultan al-Habashi Arabie saoudite        | 18,77 m         |
| Lancer du disque            | Rashed Eddoussari Qatar                | 61,91 m            | Ahmed Deeb Qatar                          | 60,46 m         | Musaab Momani Jordanie                   | 60,13 m         |
| Lancer du marteau           | Ali Zinkawi Koweït                     | 74,28 m            | Ashraf Amjad Essafi Qatar                 | 73,17 m         | Alaa-Eddine El Ashry Égypte              | 72,92 m         |
| Lancer du javelot           | Ihab Abdelrahman El Sayed Égypte       | 79,17 m CR         | Mohamed Ibrahim Kida Qatar                | 71,05 m         | Abdullah Al-Ameiri Koweït                | 68,16 m         |
| Décathlon                   | Mourad Souissi Algérie                 | 7 317 pts          | Hisham Nizar Al-Sharaf Arabie saoudite    | 7 093 pts       | Ahmed Saber Ahmed Égypte                 | 6 939 pts       |
| 20 km marche                | Hassanine Sebei Tunisie                | 1 h 30 min 30 s    | Mohamed Ameur Algérie                     | 1 h 41 min 30 s | Hichem Moujbar Algérie                   | 1 h 52 min 22 s |
| Relais 4 × 100 mètres       | Oman                                   | 39 s 83            | Iraq                                      | 41 s 35         | Bahreïn                                  | 41 s 72         |
| Relais 4×400 mètres         | Arabie saoudite                        | 3 min 6 s 23       | Qatar                                     | 3 min 9 s 55    | Algérie                                  | 3 min 11 s 02   |

## Tableau des médailles

### Hommes
| Rang | Nation          | Or | Argent | Bronze | Total |
| ---- | --------------- | -- | ------ | ------ | ----- |
| 1    | Algérie         | 5  | 1      | 3      | 9     |
| 2    | Qatar           | 4  | 5      | 1      | 10    |
| 3    | Arabie saoudite | 3  | 4      | 4      | 11    |
| 4    | Maroc           | 3  | 1      | 2      | 6     |
| 5    | Bahreïn         | 2  | 6      | 3      | 11    |
| 6    | Koweït          | 2  | 1      | 1      | 4     |
| 7    | Égypte          | 1  | 2      | 3      | 6     |
| 8    | Tunisie         | 1  | 1      | 1      | 3     |
| 9    | Djibouti        | 1  | 0      | 2      | 3     |
| 10   | Oman            | 1  | 0      | 1      | 2     |
| 11   | Iraq            | 0  | 1      | 0      | 1     |
| 11   | Soudan          | 0  | 1      | 0      | 1     |
| 13   | Jordanie        | 0  | 0      | 2      | 2     |
| -    | Total           | 23 | 23     | 23     | 69    |

### Dames
| Rang | Nation              | Or | Argent | Bronze | Total |
| ---- | ------------------- | -- | ------ | ------ | ----- |
| 1    | Maroc               | 8  | 4      | 3      | 15    |
| 2    | Algérie             | 3  | 5      | 2      | 10    |
| 3    | Bahreïn             | 3  | 4      | 4      | 11    |
| 3    | Égypte              | 3  | 4      | 4      | 11    |
| 5    | Tunisie             | 3  | 2      | 1      | 6     |
| 6    | Iraq                | 1  | 1      | 2      | 4     |
| 7    | Émirats arabes unis | 1  | 0      | 1      | 2     |
| 8    | Soudan              | 0  | 3      | 2      | 5     |
| 9    | Oman                | 0  | 0      | 2      | 2     |
| 10   | Liban               | 0  | 0      | 1      | 1     |
| 10   | Qatar               | 0  | 0      | 1      | 1     |
| -    | Total               | 23 | 23     | 23     | 69    |

### Total
| Rang | Nation              | Or | Argent | Bronze | Total |
| ---- | ------------------- | -- | ------ | ------ | ----- |
| 1    | Maroc               | 11 | 5      | 5      | 21    |
| 2    | Algérie             | 8  | 6      | 5      | 19    |
| 3    | Bahreïn             | 5  | 10     | 7      | 22    |
| 4    | Égypte              | 4  | 6      | 7      | 17    |
| 5    | Qatar               | 4  | 5      | 2      | 11    |
| 6    | Tunisie             | 4  | 3      | 2      | 9     |
| 7    | Arabie saoudite     | 3  | 4      | 4      | 11    |
| 8    | Koweït              | 2  | 1      | 1      | 4     |
| 9    | Iraq                | 1  | 2      | 2      | 5     |
| 9    | Oman                | 1  | 0      | 3      | 4     |
| 11   | Djibouti            | 1  | 0      | 2      | 3     |
| 12   | Émirats arabes unis | 1  | 0      | 1      | 2     |
| 12   | Liban               | 1  | 0      | 1      | 2     |
| 14   | Soudan              | 0  | 4      | 2      | 6     |
| 15   | Jordanie            | 0  | 0      | 2      | 2     |
| -    | Yémen               | 0  | 0      | 0      | 0     |
| -    | Palestine           | 0  | 0      | 0      | 0     |
| -    | Total               | 46 | 46     | 46     | 136   |

## Sources
- "Gulf-Times", 22, 23 et 24 mai 2013 «PDF archive listing»
- (ar) «Le rideau tombe sur le championnat arabe d'athlétisme» Al Kas, 24 mai 2013
- (ar) «Le Maroc remporte le championnat arabe d'athlétisme» , Centre régional de l'IAAF, Le Caire, 25 mai 2013
- (ar) «Résultats du championnat arabe d'athlétisme» , Yahoo Maktoob sport, Le Caire, 22 mai 2013